# 拂晓掌突蟾
拂晓掌突蟾（学名：Leptobrachella eos），一种分布于老挝、越南及中国云南省等地区的两栖动物，隶属于角蟾科掌突蟾属。模式产地为老挝丰沙里省 Long Nai。

## 保护
本种于2023年被收录入《有重要生态、科学、社会价值的陆生野生动物名录》。